# Martin Severin From

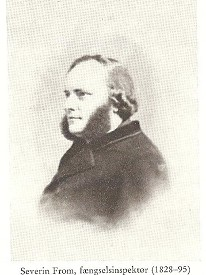
Martin Severin From

Martin Severin Janus From (* 8. April 1828 in Nakskov; † 6. Mai 1895 in Kopenhagen) war ein dänischer Schachmeister.
Severin From wuchs in ärmlichen Verhältnissen auf und versuchte sich ab 1845 – mit Hilfe Hans Christian Andersens und dessen Mäzens, Konferenzrat Jonas Collin – vergeblich an einer literarischen Karriere. Im Jahre 1849 war er Soldat im Schleswig-Holsteinischen Krieg (1848–1851) und arbeitete ab 1853 im dänischen Justizministerium, wo er sich mit der Gefängnis-Verwaltung beschäftigte. Im Jahre 1890 wurde er Direktor in der Christianshavn Straffeanstalt in Kopenhagen und 1891 erhielt From die Ehrung „Ridder af Dannebrog“, eine Auszeichnung des Dannebrog-Ordens.
Mitte des 19. Jahrhunderts galt From als bester Schachspieler seines Landes. Im Jahr 1862 veröffentlichte die Berliner (spätere Deutsche) Schachzeitung eine Partie zwischen Magnus Oscar Møllerstrøm und From (gespielt 1862 in Kopenhagen), in der From auf die Bird-Eröffnung 1. f2–f4 mit dem Gambit e7–e5 antwortete. Diese Eröffnungsvariante fand seitdem als Froms Gambit Eingang in die Schachliteratur.
Severin From gehörte 1870 nach Berechnungen seiner historischen Elo-Zahl zu den 20 besten Spielern weltweit (höchste Elo-Zahl: 2427).